# NGC 634
NGC 634 este o galaxie spirală situată în constelația Triunghiul. A fost descoperită în 26 octombrie 1876 de către Édouard Stephan.